# Ulf Carl Sparre
Ulf Carl Knutsson Sparre, född 25 juni 1866 i Malmö, död 13 maj 1928 i Karlskrona, var en svensk friherre och amiral. Han var son till landshövdingen Knut Sparre och Johanna Julia Sofia von Baumgarten, sonson till sin namne överstelöjtnanten Ulf Carl Sparre (1789–1864) och kusin till generallöjtnanten Lars Sparre. 
Sparre var chef för Sjöförsvarsdepartementets kommandoexpedition 1909–1912, för Kungliga Sjökrigshögskolan 1914–1914, för Kungliga Sjökrigsskolan 1914–1918 och för underofficers- och sjömanskårerna samt beväringsbefälhavare i Karlskrona 1918–1923. Han utnämndes till konteramiral och var därefter och till sin död befälhavande amiral och stationsbefälhavare vid flottans huvudstation i Karlskrona. 
Sparre var ledamot av Kungliga Krigsvetenskapsakademien och Kungliga Örlogsmannasällskapet. För den senare akademien var han vice ordförande 1919–1923 och ordförande 1923–1928. Sparre blev riddare av Nordstjärneorden 1904 och av Svärdsorden 1906, kommendör av andra klassen av sistnämnda orden 1921 och kommendör av första klassen 1923.
Han var gift 1890–1911 med Louise Sjöcrona och från 1913 med Märta Vilhelmina Almström, dotter till Robert Almström. I första giftet blev han far till Kerstin Carlsdotter Sparre, gift med generaldirektören i Telegrafverket greve Adolf Hamilton, och Eva Carlsdotter Sparre, gift med historikern Carl Grimberg, i andra äktenskapet till Ulfhild Sparre, gift med Ulf Glimstedt. Sparre är begraven på Galärvarvskyrkogården i Stockholm.